# Foliot
Pour les articles homonymes, voir Foliot (homonymie).

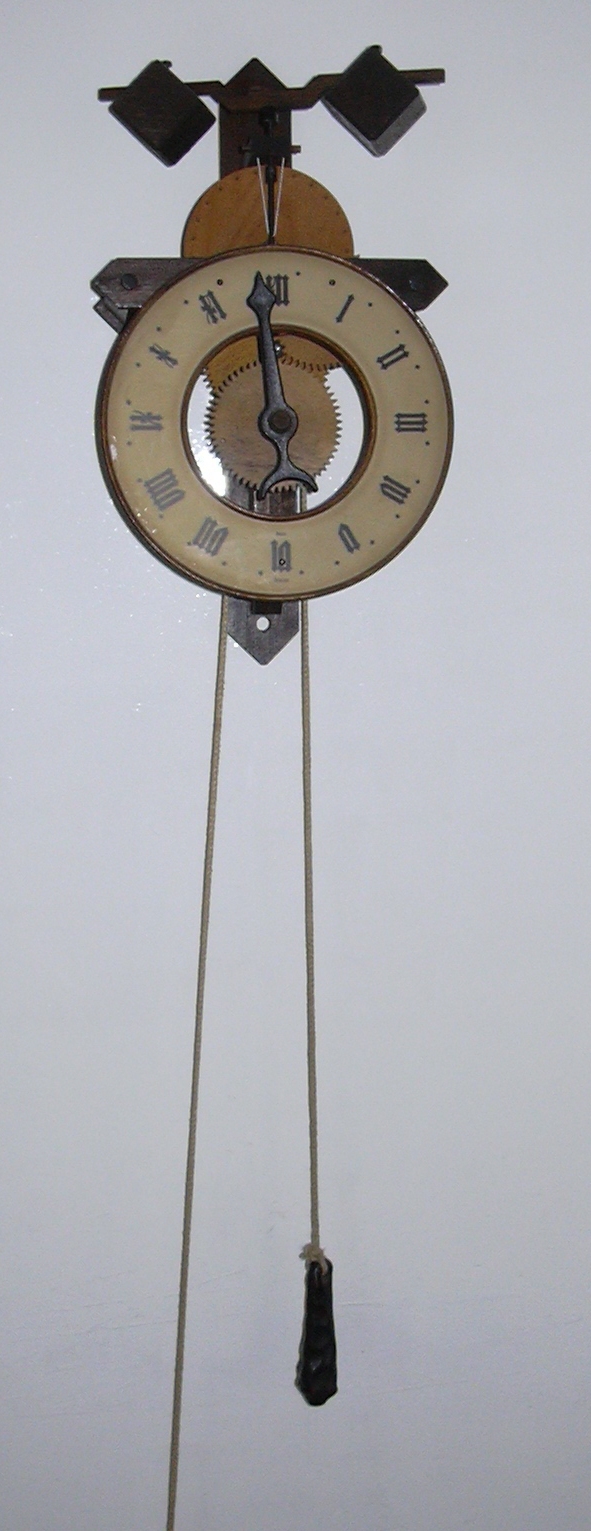
Horloge à foliot de la vallée de l'Engadine en Suisse : tout le mécanisme est en bois, seuls les poids sont en pierre.

Un foliot est un balancier horizontal utilisé dans les premières horloges au XIVe siècle.

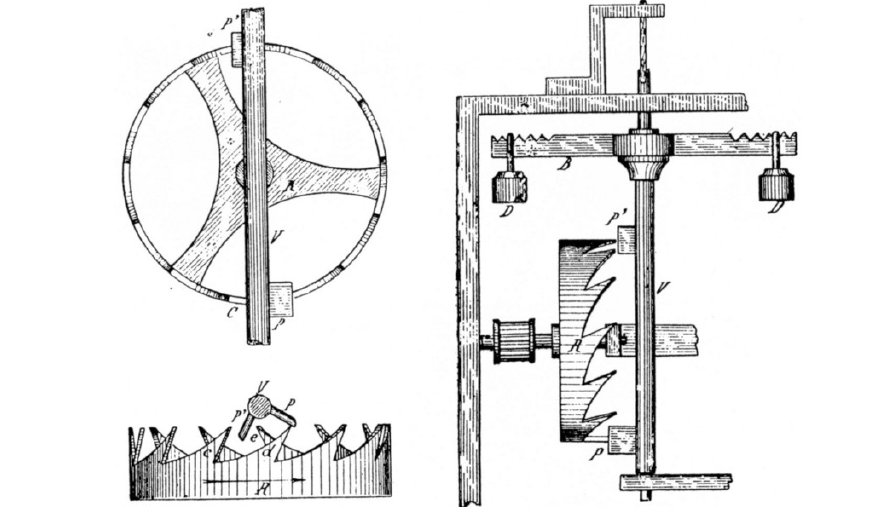
Mécanisme d'un système à foliot. C: la couronne ou roue de rencontre, P & P': les palettes, V: la verge, B: le foliot, D: les masses ou régules

Son principe : un poids suspendu à une corde fournit de l'énergie à la couronne tandis qu'un système composé de deux palettes, d'une verge et d'un foliot interrompt régulièrement la chute du poids.
La position des masses placées sur chaque extrémité du foliot permet de régler le rythme du va-et-vient : la fréquence devient harmonique sous le phénomène du « moment d'inertie » (pendule de torsion, énergie cinétique), comme le fait le pendule d'une horloge à balancier.
La date de son invention peut être située vers les années 1300.
La faible exactitude de ce mécanisme (environ 2 heures de dérive par 24 heures) rend l'aiguille des minutes inutile.